# Казанская губерния
Каза́нская губе́рния (тат. Казан губернасы, Казан вилаяте, قزان ولایتی) — административно-территориальная единица Российской империи и РСФСР, существовавшая в 1796—1920 годах. Губернский город — Казань.

## История
В ходе губернской реформы 1775 года была расформирована Казанская губерния, образованная указом Петра I 1708 года. 11 сентября 1780 года из Вятской провинции и частей Свияжской и Казанской провинций учреждено Вятское наместничество, а из южных уездов образованы Симбирское и Пензенское наместничества. 27 января 1781 года территория Пермской провинции передана в состав образованного Пермского наместничества. 
Наконец 28 сентября 1781 года Казанская губерния была преобразована в Казанское наместничество, в которое вошли 13 уездов. Открытие новых административных единиц и органов длилось около месяца. Во главе уездов наместничества встали капитан-исправники. В том же году были утверждены гербы губернии и уездных городов.
В конце XVIII века в губернии насчитывалось 13 городов: Казань, Арск, Козьмодемьянск, Лаишево, Мамадыш, Свияжск, Спасск, Тетюши, Царевококшайск (Йошкар-Ола), Цивильск, Чебоксары, Чистополь, Ядрин, всего 7272 населённых пунктов. В 1796 году Указом Павла I были ликвидированы Арский, Спасский и Тетюшский уезды, затем два последних восстановлены в ходе реформ Александра I, возвращавших екатерининскую систему.
Указом Павла I от 12 декабря 1796 года, согласно которому наместничества ликвидировались, Казанское наместничество вновь стало Казанской губернией.
В XIX веке значение Казани как административного центра ещё более возросло. Столица губернии стала центром Казанского учебного округа в 1803 году (его центром стал открытый в 1804 году Казанский университет) и Казанского военного округа в 1864 году.
В период с 1811 по 1916 гг. в Казани  на русском языке выходило 118 газет и журналов. В 1838 начала издаваться газета «Казанские губернские ведомости».
В 1865 введено земство.
Осенью 1891 года — летом 1892 года территория Казанской губернии стала частью основной зоны неурожая, вызванного засухой (см. Голод в России (1891—1892)).

## Образование в Казанской губернии
В 1718 году была открыта «Цифирная» школа при Казанском Адмиралтействе для обучения детей дьяков, духовенства и других чинов (кроме дворянства и крестьян) сочетавшая в себе обучение математике и начала профессиональных знаний.
В 1723 году при Троице-Феодоровском монастыре была открыта Славяно-латинская школа для детей духовенства нацеленная на обучение грамотных священников для Казанской епархии. Славяно-латинская школа стала базой для учреждения Казанской Духовной академии в 1797 году.
В середине XVIII века были открыты духовные училища в Цивильске, Царевококшайске, Елабуге.
Казань стала первым городом в российской провинции, в котором в 1759 году была открыта гимназия для обучения детей «дворян и разночинцев». Гимназия действовала под патронажем Московского университета, из которого в Казань были направлены преподаватели и где для был разработан Устав. В Казанской гимназии преподавались арифметика и геометрия, рисование, танцы, фехтование, латинский, французский, немецкий языки, а также татарский язык. Выпускниками Первой Казанской гимназии были Г. Р. Державин, С. Т. Аксаков, братья Панаевы, И. М. Симонов, А. М. Бутлеров, Н. И. Лобачевский и др. видные деятели российской науки и культуры.
В 1786 году в Казани было открыто Главное Народное училище.
Все эти учебные заведения подготовили базу для открытия в 1804 году Казанского университета — третьего по времени учреждения и значимости в России.
В XIX веке в столице губернии были последовательно открыты: Вторая Казанская мужская гимназия (1835), Родионовский институт благородных девиц (1841), училище для слепых детей, епархиальное Женское училище (1858), Мариинская (в честь императрицы Марии) Первая казанская женская гимназия (1859), Казанский ветеринарный институт (1874), Реальное училище (1875), Ксенинская (Вторая казанская) женская гимназия (по имени великой княжны Ксении Александровны) (1876), Соединенное среднее химико-технологическое училище и низшее техническое училище (1890), Казанская художественная школа под патронажем Петербургской Академии Художеств (1895), Коммерческое училище (1905).
По состоянию на 1897 год в губернии насчитывалось 1238 учебных заведений (без медресе и мектебов), из них 1137 находились в регионах и 101 — в Казани.
В 1913 году в губернии действовало уже 4 высших учебных заведения, расположенных в Казани: Университет, Духовная академия, Ветеринарный институт, Высшие женские курсы.

## Административное деление
В 1781 году при образовании Казанского наместничества в него вошли 13 уездов: Казанский, Арский, Козьмодемьянский, Лаишевский, Мамадышский, Свияжский, Спасский, Тетюшский, Царевококшайский, Цивильский, Чебоксарский, Чистопольский, Ядринский уезды. В 1795 году Арский, Спасский и Тетюшский уезды упразднены, в 1802 году два последних восстановлены уже в составе Казанской губернии (с 1796 года).
Таким образом, с 1802 года до упразднения губерния сохраняла разделение на 12 уездов:
| № п/п | Уезд             | Уездный город              | Герб уездного города | Площадь, кв. вёрст | Население (1897), чел. |
| ----- | ---------------- | -------------------------- | -------------------- | ------------------ | ---------------------- |
| 1     | Казанский        | Казань (129 959 чел.)      |                      | 5012,4             | 350 719                |
| 2     | Козьмодемьянский | Козьмодемьянск (5284 чел.) |                      | 4610,7             | 105 633                |
| 3     | Лаишевский       | Лаишев (3743 чел.)         |                      | 5033,1             | 172 460                |
| 4     | Мамадышский      | Мамадыш (4195 чел.)        |                      | 4887,9             | 189 795                |
| 5     | Свияжский        | Свияжск (2365 чел.)        |                      | 2774,2             | 126 603                |
| 6     | Спасский         | Спасск (2770 чел.)         |                      | 5247,2             | 175 198                |
| 7     | Тетюшский        | Тетюши (4754 чел.)         |                      | 3480,2             | 185 865                |
| 8     | Царевококшайский | Царевококшайск (1658 чел.) |                      | 7118,4             | 112 631                |
| 9     | Цивильский       | Цивильск (2336 чел.)       |                      | 3044,9             | 164 284                |
| 10    | Чебоксарский     | Чебоксары (4738 чел.)      |                      | 3696,7             | 127 273                |
| 11    | Чистопольский    | Чистополь (20 104 чел.)    |                      | 8167,2             | 305 711                |
| 12    | Ядринский        | Ядрин (2454 чел.)          |                      | 2881,9             | 154 493                |

### Заштатный город
| Город | Население (1897) | Входил в       | Герб |
| ----- | ---------------- | -------------- | ---- |
| Арск  | 1228 чел.        | Казанский уезд |      |

## Демография

### Численность населения
| Год  | Население, чел. | В том числе городское, чел. |
| ---- | --------------- | --------------------------- |
| 1766 | 1 256 200       |                             |
| 1785 | 763 300         |                             |
| 1847 | 1 370 380       |                             |
| 1897 | 2 170 665       | 185 588                     |
| 1905 | 2 462 800       |                             |

### Национальный состав
Распределение населения столицы губернии по родному языку по данным переписи в Казани 1897 года
:
| Родной язык | Русский | Татарский | Еврейский | Немецкий | Малорусский | Чувашский | Черемисский | Латышский | Литовский | Вотяцкий | Белорусский | остальные | всего жителей в Казани |
| ----------- | ------- | --------- | --------- | -------- | ----------- | --------- | ----------- | --------- | --------- | -------- | ----------- | --------- | ---------------------- |
| Численность | 95402   | 28520     | 1295      | 982      | 685         | 501       | 217         | 140       | 107       | 89       | 43          | 422       | 129959                 |

Итоги переписи по родному языку в 1897 году:
| Уезд             | русский | татарский | чувашский | марийский | мордовский | удмуртский |
| ---------------- | ------- | --------- | --------- | --------- | ---------- | ---------- |
| Губерния в целом | 38,4 %  | 31,1 %    | 23,1 %    | 5,7 %     | 1,0 %      | …          |
| Казанский        | 54,5 %  | 41,8 %    | …         | 1,6 %     | …          | …          |
| Козьмодемьянский | 16,3 %  | …         | 47,3 %    | 36,3 %    | …          | …          |
| Лаишевский       | 57,5 %  | 42,4 %    | …         | …         | …          | …          |
| Мамадышский      | 25,1 %  | 69,4 %    | …         | 1,0 %     | …          | 4,4 %      |
| Свияжский        | 68,6 %  | 29,9 %    | 1,5 %     | …         | …          | …          |
| Спасский         | 58,4 %  | 30,2 %    | 7,2 %     | …         | 4,1 %      | …          |
| Тетюшский        | 31,6 %  | 49,1 %    | 16,6 %    | …         | 2,7 %      | …          |
| Царевококшайский | 24,0 %  | 21,1 %    | …         | 54,7 %    | …          | …          |
| Цивильский       | 10,1 %  | 10,0 %    | 79,9 %    | …         | …          | …          |
| Чебоксарский     | 18,7 %  | 2,7 %     | 66,5 %    | 12,0 %    | …          | …          |
| Чистопольский    | 48,4 %  | 32,2 %    | 16,2 %    | …         | 3,2 %      | …          |
| Ядринский        | 9,0 %   | …         | 90,9 %    | …         | …          | …          |

### Дворянские роды
- Жмакины
- Казины
- Молоствовы
- Осокины

## Герб Казанской губернии
Утверждён 8 декабря 1856 года.
Описание герба: «В серебряном щите чёрный коронованный дракон, крылья и хвост червленые, клюв и когти золотые; язык червленый. Щит увенчан Императорской короной и окружен золотыми дубовыми листьями, соединенными Андреевской лентой».

## Руководство губернии

### Генерал-губернаторы
| Ф. И. О.                              | Титул, чин, звание     | Время замещения должности |
| ------------------------------------- | ---------------------- | ------------------------- |
| Мещерский Платон Степанович           | князь, генерал-поручик | 1781—1793                 |
| Голенищев-Кутузов Михаил Илларионович | генерал-поручик        | 1793—1796                 |

### Правители наместничества
| Ф. И. О.                  | Титул, чин, звание     | Время замещения должности |
| ------------------------- | ---------------------- | ------------------------- |
| Бибиков Илья Богданович   | генерал-майор          | 1781—1783                 |
| Татищев Иван Андреевич    | генерал-майор          | 1783—1789                 |
| Баратаев Семён Михайлович | князь, тайный советник | 1789—06.12.1797           |

### Губернаторы
| Ф. И. О.                       | Титул, чин, звание                                                                | Время замещения должности |
| ------------------------------ | --------------------------------------------------------------------------------- | ------------------------- |
| Казинский Дмитрий Степанович   | действительный статский советник                                                  | 06.12.1797—05.04.1799     |
| Муханов Александр Ильич        | действительный статский советник                                                  | 05.04.1799—1801           |
| Аплечеев Александр Андреевич   | действительный статский советник                                                  | 1801—1802                 |
| Кацарев Николай Иванович       | тайный советник                                                                   | 1802—1804                 |
| Мансуров Борис Александрович   | тайный советник                                                                   | 1805—1814                 |
| Гурьев Фёдор Петрович          | коллежский советник, и. д.                                                        | 1814—1815                 |
| Толстой Илья Андреевич         | статский советник                                                                 | 1815—1820                 |
| Нилов Пётр Андреевич           | действительный статский советник                                                  | 05.02.1820—1823           |
| Жмакин Александр Яковлевич     | статский советник, и. д.                                                          | 1823—01.05.1826           |
| Розен Отто Фёдорович           | барон, статский советник                                                          | 01.05.1826—12.04.1828     |
| Тургенев Александр Михайлович  | статский советник                                                                 | 30.07.1828—27.12.1828     |
| Жеванов Иван Григорьевич       | действительный статский советник                                                  | 07.01.1829—29.10.1830     |
| Пирх Альберт Карлович          | барон, генерал-майор                                                              | 15.11.1830—21.06.1831     |
| Стрекалов Степан Степанович    | генерал-лейтенант, генерал-адъютант                                               | 25.06.1831—15.12.1841     |
| Шипов Сергей Павлович          | генерал-лейтенант, генерал-адъютант                                               | 27.12.1841—14.03.1846     |
| Баратынский Ираклий Абрамович  | генерал-лейтенант                                                                 | 14.03.1846—31.12.1857     |
| Козлянинов Пётр Фёдорович      | генерал-майор, и. д. (утверждён 25.08.1859)                                       | 24.01.1858—31.08.1863     |
| Нарышкин Михаил Кириллович     | Свита Его Величества, генерал-майор                                               | 31.08.1863—26.10.1866     |
| Скарятин Николай Яковлевич     | действительный статский советник, и. д. (утверждён 19.02.1867), (тайный советник) | 26.10.1866—03.11.1880     |
| Гейнс Александр Константинович | генерал-майор                                                                     | 26.11.1880—28.04.1882     |
| Черкасов Леонид Иванович       | генерал-майор                                                                     | 28.04.1882—29.04.1884     |
| Андреевский Николай Ефимович   | тайный советник                                                                   | 24.05.1884—05.02.1889     |
| Полторацкий Пётр Алексеевич    | действительный статский советник (тайный советник)                                | 16.02.1889—1904           |
| Хомутов Павел Фёдорович        | действительный статский советник                                                  | 23.12.1904—10.11.1905     |
| Рейнбот Анатолий Анатольевич   | полковник                                                                         | 10.11.1905—06.01.1906     |
| Стрижевский Михаил Васильевич  | действительный статский советник                                                  | 13.01.1906—1913           |
| Боярский Пётр Михайлович       | действительный статский советник                                                  | 14.10.1913—1917           |

### Губернские предводители дворянства
| Ф. И. О.                              | Титул, чин, звание                                   | Время замещения должности |
| ------------------------------------- | ---------------------------------------------------- | ------------------------- |
| Палицын Михаил Иванович               | бригадир                                             | 1780—1782                 |
| Болховский Сергей Борисович           | князь, арт.-майор                                    | 1782—1787                 |
| Болховский Василий Борисович          | князь, секунд-майор                                  | 1787—1790                 |
| Тютчев Сергей Михайлович              | премьер-майор                                        | 1790—1793                 |
| Молоствов Порфирий Львович            | секунд-майор                                         | 1793—1796                 |
| Чемесов Василий Иванович              | статский советник                                    | 1797—1803                 |
| Вешняков Пётр Иванович                | отставной майор                                      | 1803—1806                 |
| Молоствов Порфирий Львович            | надворный советник                                   | 1806—1809                 |
| Геркен Фёдор Фёдорович                | статский советник                                    | 1809—1812                 |
| Киселёв Григорий Никифорович          | надворный советник                                   | 1812—1824                 |
| Евсевьев Александр Николаевич         | полковник                                            | 1824—1830                 |
| Еремеев Павел Иванович                | штабс-капитан                                        | 1830—1842                 |
| Булыгин Николай Дмитриевич            | генерал-майор                                        | 19.02.1842—1845           |
| Желтухин Владимир Фёдорович           | статский советник                                    | 29.03.1845—1848           |
| Чемесов Николай Васильевич            | коллежский советник                                  | 17.02.1848—1851           |
| Депрейс Николай Исаевич               | коллежский советник                                  | 03.03.1851—20.04.1854     |
| Нейков Христофор Иванович             | коллежский советник                                  | 20.04.1854—12.02.1860     |
| Осокин Пётр Гаврилович                | действительный статский советник                     | 12.02.1860—16.12.1871     |
| Осокин Алексей Гаврилович             | в звании камергера, действительный статский советник | 31.12.1871—12.02.1887     |
| Теренин Степан Николаевич             | действительный статский советник                     | 12.02.1887—02.11.1897     |
| Сазонов Николай Дмитриевич            | надворный советник                                   | 24.12.1898—27.06.1905     |
| Толстой-Милославский Сергей Сергеевич | гофмейстер                                           | 27.06.1905—1917           |

### Вице-губернаторы
| Ф. И. О.                         | Титул, чин, звание                                   | Время замещения должности |
| -------------------------------- | ---------------------------------------------------- | ------------------------- |
| Васильев Фёдор Иванович          | статский советник                                    | 1784—1789                 |
| Лаптев Николай Симонович         | статский советник (действительный статский советник) | 1789—06.01.1797           |
| Тенишев Дмитрий Васильевич       | князь, действительный статский советник              | 06.01.1797—1802           |
| Ивановский Николай Иванович      | статский советник                                    | 1802—1805                 |
| Колокольцов Гавриил Иванович     | статский советник                                    | 1807—28.03.1812           |
| Гурьев Фёдор Петрович            | коллежский советник                                  | 28.03.1812—1818           |
| Чернышев Иван Николаевич         | надворный советник                                   | 1818—4.07.1819            |
| Ермолаев Дмитрий Иванович        | коллежский советник                                  | 4.07.1819—1823            |
| Жмакин Александр Яковлевич       | статский советник                                    | 1823—28.08.1826           |
| Филиппов Евграф Васильевич       | коллежский советник                                  | 21.10.1826—10.04.1836     |
| Огнев Иван Дмитриевич            | действительный статский советник                     | 10.04.1836—1838           |
| Валькевич Михаил Николаевич      | коллежский советник                                  | 01.02.1838—16.12.1842     |
| Завелейский Матвей Демьянович    | коллежский советник                                  | 16.12.1842—15.02.1848     |
| Минут Виктор Христианович        | статский советник                                    | 10.03.1848—18.06.1853     |
| Андреев Ардалион Михайлович      | действительный статский советник                     | 18.06.1853—09.05.1858     |
| Калиновский Николай Иванович     | статский советник                                    | 09.05.1858—03.04.1860     |
| Оголин Александр Степанович      | действительный статский советник                     | 03.04.1860—31.05.1861     |
| Кониар Модест Маврикиевич        | коллежский советник (статский советник)              | 30.06.1861—01.10.1864     |
| Давыдов Лев Петрович             | коллежский асессор, и. д. (надворный советник)       | 01.10.1864—08.04.1866     |
| Розов Иван Петрович              | действительный статский советник                     | 08.04.1866—22.07.1870     |
| Арсеньев Николай Константинович  | статский советник                                    | 04.12.1870—08.02.1874     |
| Хитрово Константин Никанорович   | статский советник (действительный статский советник) | 22.02.1874—05.03.1890     |
| Энгельгардт Александр Платонович | в звании камергера, действительный статский советник | 03.05.1890—03.06.1893     |
| Левченко Александр Георгиевич    | действительный статский советник                     | 03.06.1893—26.12.1904     |
| Кобеко Дмитрий Дмитриевич        | статский советник                                    | 26.12.1904—13.07.1907     |
| Гревениц Николай Александрович   | барон, коллежский советник                           | 13.07.1907—15.12.1908     |
| Петкевич Георгий Болеславович    | коллежский советник                                  | 15.12.1908—1913           |
| Голицын Лев Львович              | князь, титулярный советник (надворный советник)      | 10.02.1914—1917           |

### Казанские губернские комиссары Временного правительства
4 (17) марта 1917 г. председатель Совета министров, министр внутренних дел князь Г. Е. Львов отдал распоряжение о временном отстранении местных губернаторов и вице-губернаторов от исполнения своих обязанностей, которые были возложены на местных председателей земских управ в качестве губернских комиссаров.
6 (19) марта 1917 г. — на основании полученной из Петрограда телеграммы за подписью князя Г. Е. Львова об упразднении губернаторской власти — последний Казанский губернатор П. М. Боярский передал свои полномочия заступающему место председателя Казанской губернской земской управы полковнику В. В. Молоствову. В тот же день данное сообщение было оглашено на чрезвычайном (экстренном) Казанском губернском земском собрании и принято его участниками «к сведению».
Таким образом, В. В. Молоствов автоматически стал первым Казанским губернским комиссаром Временного правительства. Однако уже в самом ближайшем времени он обязывался сложить с себя комиссарские полномочия, так как непосредственно перед этим — 5 (18) марта 1917 г. — на чрезвычайном (экстренном) Казанском губернском земском собрании председателем Казанской губернской земской управы был избран А. Н. Плотников. По утверждении последнего в данной должности министром внутренних дел, В. В. Молоствов должен был передать ему управление губернией.
Согласно официальному сообщению, А. Н. Плотников вступил «в исполнение обязанностей Казанского губернского комиссара Временного Правительства» 30 марта (12 апреля) 1917 г.
| Имя                         | Годы жизни | Время правления (1917 г.) |
| --------------------------- | ---------- | ------------------------- |
| Молоствов В. В.             |            | 6 (19) — 30 марта         |
| Плотников А. Н.             |            | с 30 марта                |
| Чернышев Валериан Андреевич |            | с конца мая               |